# Gran Ducado de Toscana
El Gran Ducado de Toscana (en italiano: Granducato di Toscana; latín: Magnus Ducatus Etruriae) fue una monarquía italiana que existió, con interrupciones, de 1569 a 1860, reemplazando a la República de Florencia. La capital del gran ducado era Florencia. En el siglo XIX la población del Gran Ducado era de unos 1 815 000 habitantes.
La Toscana empezó a ser una entidad política, además de geográfica y cultural, a partir del siglo XV, cuando Florencia se expandió con la adquisición por Gabriele Maria Visconti de la República de Pisa, que Gian Galeazzo Visconti había comprado a los Appiano en 1399, y su posterior conquista en 1509 tras la revuelta de 1494, la compra de Livorno a los genoveses en 1421 y la sumisión de Siena en 1555.

## Historia

### El ascenso de los Médici
A partir de 1434, año en el que Cosme el Viejo regresa triunfalmente de su exilio veneciano al que había sido sometido por el gobierno florentino, la familia Médici ejercerá en Florencia un poder de hecho (para el que se acuñó la definición de "criptoseñorío") que se consolidó con Pedro de Cosme llamado el Gotoso y su hijo Lorenzo el Magnífico. En 1494 Pedro el Fatuo, incapaz de oponerse eficazmente a la entrada del rey de Francia Carlos VIII en Florencia, se ve obligado a huir. Se restaura en la ciudad el régimen republicano, a la vez que Pisa recupera su independencia, que perderá de nuevo en 1509.

Cosme I de Médici, primer gran duque de Toscana.

### Hacia el gran ducado
El retorno de los Médici (1512) puso al frente del gobierno de la ciudad al cardenal Julio, hijo natural de Juliano de Cosme, que en 1522 será elegido papa con el nombre de Clemente VII. Sin embargo, en 1527, tras el Saco de Roma por parte de las tropas de Carlos V, los florentinos se rebelaron, proclamando de nuevo la república: para derrotar a este último régimen republicano fue necesario que se aliaran el papa Médici y el Emperador, tras un largo sitio. En 1531 Alejandro de Médici toma posesión del gobierno de la ciudad; el año siguiente fue nombrado Duque. Murió en 1537 a manos de Lorenzino de Médici, también llamado Lorenzaccio, hecho sobre el que Alfred de Musset escribió una obra de teatro. El gobierno fue asumido por Cosme, hijo de Giovanni dalle Bande Nere, descendiente de otra rama, y de María Salviati, nieta de Lorenzo el Magnífico. El nuevo duque inició una política expansionista que culminará con la conquista de Siena (1555), ratificada por el rey de España, Felipe II en el marco del Tratado de Florencia (1557) que supondrá también la creación del Estado de los Presidios, bajo control de virreyes españoles, en el Argentario, antigua área de influencia senesa.
Con la bula emitida por el papa Pío V el 27 de agosto de 1569 Cosme alcanza el título de gran duque de Toscana. A su muerte (1574), le sucederá su hijo Francisco. Los Médici gobernarán el gran ducado hasta la muerte de Juan Gastón (1737), fecha en que la Toscana, al carecer de legítimo heredero, pasará a manos de Francisco Esteban duque de Lorena, consorte de María Teresa archiduquesa de Austria, basándose en los tratados establecidos por las dinastías europeas en 1735.

El Gran Ducado en la Italia de 1600.

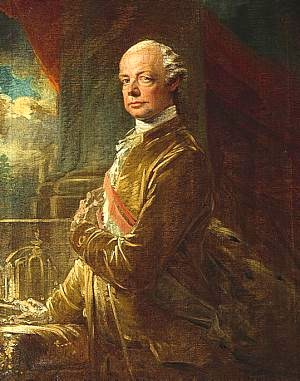
Pedro Leopoldo de Lorena, gran duque de Toscana.

### Los Lorena o la "era lorenesa"
Francisco Esteban, el primer gran duque de la Casa de Lorena, estaba destinado a acompañar a su mujer, María Teresa de Austria, en el trono imperial como Francisco I o Franz I (primero corregente, fue nombrado emperador en 1745). Así pues, confió el gobierno de Toscana a una regencia presidida por Marc de Beauvau, príncipe de Craon, y visitó la región solo en una ocasión (1739).
Según el Tratado de Viena (1738), el Gran Ducado de la Toscana, no podía integrarse en la posesiones de la Casa de Habsburgo-Lorena, sino establecerse como una secundogenitura, por lo tanto, al morir  Francisco Esteban en 1765, el título de gran duque de Toscana pasó a manos de su segundo hijo, Pedro Leopoldo de Lorena (1765-1790). Bajo su mandato el gran ducado experimentó la fase más innovadora del llamado "gobierno lorenés", en el que una sólida política agraria se vio acompañada de reformas en el comercio, en la administración pública y en la justicia. La principal iniciativa legislativa promovida por Pedro Leopoldo de Lorena fue la abolición de la pena de muerte, el 30 de noviembre de 1786, lo que convirtió al Gran Ducato de Toscana en el primer estado del mundo en el que se abolió la pena capital.

Mapa de los estados anteriores a la unificación (1815). En amarillo el Gran Ducado de Toscana.

Al subir Pedro Leopoldo al trono imperial como Leopoldo II, una vez más, fue su segundo hijo Fernando III de Lorena, (gran duque entre 1790 y 1824), quien le sucedió, teniendo que bregar con los acontecimientos relacionados con el periodo napoleónico.

### El Reino de Etruria
El 9 de febrero de 1801, con el tratado de Lunéville, Toscana pasa del control de Austria al de Francia. Una vez eliminado el Gran Ducado de Toscana, se creó el Reino de Etruria, a cuyo frente se sucedieron Luis de Borbón-Parma (1801-1803) y su hijo Carlos Luis de Borbón-Parma (1803-1807). En diciembre de 1807 desaparece el Reino de Etruria y Toscana pasa a ser administrada en nombre del Imperio francés por Elisa Bonaparte, nombrada cabeza de un restaurado Gran Ducado de Toscana.

### La Restauración y la unificación italiana
El 18 de septiembre de 1814, Tras la caída de Napoleón Bonaparte, Fernando III de Lorena recuperó su poder en Florencia. Le sucedió, en 1824, Leopoldo II de Lorena, que el 27 de abril de 1859, algunos años después de haber reprimido sangrientamente una primera intentona italianista se verá obligado a abandonar la ciudad. El gobierno pasó al Gobierno Provisional Toscano, que conservó el mando hasta 1860, en que un plebiscito sancionó la unión al Reino de Cerdeña, que el año siguiente pasó a ser Reino de Italia.

## Grandes Duques de Toscana
| Imagen | Nombre                  | Periodo            | Gobierno |
| --- | ----------------------- | ------------------ | --- |
| Dinastía Médici                                                                                                  |                         |                    | |
| | Cosme I de Médici       | 1569-1574          | Primer gran duque de Toscana por Bula Papal emitida por Pio V. |
| | Francisco I de Médici   | 1574-1587          | Segundo gran duque de Toscana. |
| | Fernando I de Médici    | 1587-1609          | Tercer gran duque de Toscana. |
| | Cosme II de Médici      | 1609-1621          | Cuarto gran duque de Toscana. |
| | Fernando II de Médici   | 1621-1670          | Quinto gran duque de Toscana. |
| | Cosme III de Médici     | 1670-1723          | Sexto gran duque de Toscana. |
| | Juan Gastón de Médici   | 1723-1737          | Séptimo gran duque de Toscana. |
| Dinastía Lorena                                                                                                  |                         |                    | |
| | Francisco II de Toscana | 1737-1765          | Octavo gran duque de Toscana. |
| | Leopoldo I de Toscana   | 1765-1790          | Noveno gran duque de Toscana. |
| | Fernando III de Toscana | 1790-1801          | Décimo gran duque de Toscana. |
| Dinastía Borbón como reyes de Etruria (1801-1807) Dinastía Bonaparte, anexión al Imperio napoleónico (1807-1815) |                         |                    | |
| | Elisa Bonaparte         | 1809-1814          | Hermana de Napoleón, recibió el título de gran duquesa de Toscana, pero no llegó a reinar efectivamente.                                                                    |
| Dinastía Lorena (restaurada)                                                                                     |                         |                    | |
| | Fernando III de Toscana | 1814-1824          | Décimo gran duque de Toscana. |
| | Leopoldo II de Toscana  | 1824-18491849-1859 | Undécimo gran duque de Toscana. Derribado por un gobierno provisional revolucionario. Proclamación de la República Toscana. Repuesto en el trono por la invasión austriaca. |
| | Fernando IV de Toscana  | 1859-1860          | Duodécimo gran duque de Toscana (nominal). No fue coronado ni vivió en Toscana.                                                                                             |
| Anexión al Reino de Piamonte                                                                                     |                         |                    | |

### Pretendientes
- Fernando IV (1860-1908).
- José I (1908-1942).
- Pedro II (1942-1948).
- Godofredo I (1948-1984).
- Leopoldo III (1984-1993).
- Segismundo I (1993-presente).

## Símbolos

### Banderas

Bajo la Casa de Medici
Bandera (1562–1737)
Escudo (1562–1737)
Enseña Naval (siglo XVI–1737)
Enseña Civil (siglo XVI–1737)

Casa de Habsburgo-Lorena (Toscana)
Estandarte Imperial del Sacro Imperio Romano Germánico como Bandera Estatal y Naval  (1749–1765)
Bandera Estatal con el escudo de armas menor (1815–1848, 1849–1860)
Bandera Estatal con el gran escudo de armas (1765–1800, 1815–1848, 1849–1860)[2]
Bandera del Gran Ducado de Toscana (1848–1849)
Escudo de armas menor (1815–1848, 1849–1860)
Gran Escudo de Armas (1765–1800, 1815–1848, 1849–1860)[2]
Enseña Naval (1737–1749)
Bandera y Enseña Civil (1815–1848, 1849–1860)

## Órdenes militares

Ordenes del Gran Ducado
Orden Militar de San Esteban
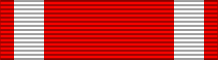
Orden de San José
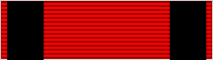
Orden del Mérito Civil y Militar